# Wayne (Maine)
Wayne è un comune degli Stati Uniti d'America, situato nello stato del Maine, nella contea di Kennebec.